# Leovigildo Franco de Sousa
Leovigildo Queimado Franco de Sousa (Évora, 9 de setembro de 1892 — Lisboa, 8 de fevereiro de 1968) foi um político, Engenheiro Agrónomo e banqueiro português, responsável pelo ministério da Agricultura entre 11 de Abril e 24 de Julho de 1933, como sub-secretário de Estado, e de 24 de Julho de 1933 a 23 de Outubro de 1934, como ministro. Licenciado em Agronomia pelo Instituto Superior de Agronomia de Lisboa, fez parte do Conselho de Administração da Caixa Geral de Depósitos entre 1935 e 1962.

## Biografia
A 1 de julho de 1933, foi agraciado com o grau de Grande-Oficial da Ordem Militar de Cristo, tendo sido elevado a Grã-Cruz da mesma ordem a 27 de outubro de 1934.